# Della dissimulazione onesta
Della dissimulazione onesta è un saggio di filosofia morale scritto da Torquato Accetto.
Composto durante la dominazione spagnola in Italia - epoca in cui la diffusa pratica dell'ipocrisia politica forniva materia a innumerevoli trattati sulla prudenza - questo libello fu pubblicato a Napoli nel 1641 e rapidamente dimenticato per poi essere riscoperto tre secoli dopo da Benedetto Croce, che lo fece ripubblicare nel 1928.

## Contenuto
La dissimulazione viene da Accetto contrapposta alla simulazione: quest'ultima inscena ciò che non è, quella cela soltanto, provvisoriamente, ciò che è, e in questo risiede la sua “onestà”, ovvero la sua liceità morale. Si legge infatti nel trattato che la dissimulazione è «industria di non far vedere le cose come sono» (cap. VIII) e grazie a essa «non si forma il falso, ma si dà qualche riposo al vero, per dimostrarlo a tempo» (cap. IV). 
La dissimulazione così intesa consente «di viver con riposo» (cap. X) e di spegnere la conflittualità interpersonale: «è amator di pace chi dissimula» (L'autor a chi legge).

## Critica
La ricezione critica del trattatello di Accetto ha avuto fasi alterne. Se Benedetto Croce, che ne scrisse in piena epoca fascista, ravvisò nell'autore secentesco una rara sollecitudine morale, per Carlo Muscetta, non dimentico dell'esperienza resistenziale e della fiducia nell'azione a essa sottesa, i precetti di Accetto «ricoprono un egoismo, un'accidia che sa di chiostro».
Il principale studioso della Dissimulazione della seconda metà del Novecento, Salvatore Silvano Nigro, ha posto invece l'accento sulle caratteristiche stilistiche del trattatello e ne ha elogiato la capacità di «dire tacendo», che attua, sul piano formale, quanto argomentato su quello speculativo.

## Edizioni
- Torquato Accetto, Della dissimulazione onesta, con prefazione di Benedetto Croce, Bari, Laterza, 1928,  p. 72.
- Torquato Accetto, Della dissimulazione onesta, a cura di Goffredo Bellonci, Firenze, Le Monnier, 1943,  p. 161.
- Torquato Accetto, Della dissimulazione onesta, edizione critica a cura di Salvatore Silvano Nigro, presentazione di Giorgio Manganelli, Genova, Costa & Nolan, 1983,  p. 99, ISBN 88-7648-010-2.
- Torquato Accetto, Della dissimulazione onesta, a cura di Salvatore Silvano Nigro, Torino, Einaudi, 1997,  p. 75, ISBN 88-06-14141-4.
- Torquato Accetto, Della dissimulazione onesta, collana "I Boxer", Marco Valerio, 2005,  p. 72, ISBN 88-7547-026-X.
- Torquato Accetto, Della dissimulazione onesta - Rime, BUR - Rizzoli, Milano, Edoardo Ripari, 2012,  p. 277, ISBN 88-17-05832-7.